# 今泉昭
今泉 昭（いまいずみ あきら、1934年7月23日 - 2021年2月8日）は、日本の政治家。参議院議員（2期）。神奈川県藤沢市出身。

## 人物
満洲の旅順で終戦を迎える。早稲田大学文学部を卒業。ハワイで旅行代理店を営んだ後、ゼンキン連合へ。副書記長、書記長、会長代行と歴任。民社党の中核労組の幹部として活動し、1995年の第17回参議院議員通常選挙に比例区から新進党公認で立候補し初当選。新進党解党後は新党友愛を経て民主党に所属した。
2001年の第19回参議院議員通常選挙に千葉県選挙区から立候補し当選。その後、党参院国会対策委員長、党参院幹事長などを経て、2007年1月30日、政治献金を巡る疑惑により引責辞任した角田義一に代わり参議院副議長に選出された。同年7月の第21回参議院議員通常選挙には立候補せず、政界から引退した。
2007年11月の秋の叙勲で旭日重光章を受章する。
2021年2月8日23時52分、千葉県内の病院で多臓器不全のため死去した。84歳没。死没日付をもって正四位に叙された。

## 政歴
- 1995年10月 新進党労政副局長
- 1996年11月 新進党組織副委員長
- 1998年1月 新党友愛政策副委員長
- 1998年1月 新党友愛選挙対策委員長
- 1998年4月 民主党企画副委員長
- 2000年8月 参議院交通・情報通信委員長
- 2001年1月 参議院国土交通委員長
- 2001年8月 参議院環境委員長
- 2003年11月 民主党参議院国会対策委員長
- 2005年9月 参議院国家基本政策委員長
- 2006年6月 民主党参議院幹事長
- 2007年1月 参議院副議長
- 2016年7月 民進党千葉県連顧問
- 2018年5月 国民民主党千葉県連顧問

## 選挙歴
| 当落 | 選挙                     | 執行日         | 選挙区       | 政党   | 得票数     | 得票率 | 定数 | 得票順位 /候補者数 | 政党内比例順位 /政党当選者数 |
| ---- | ------------------------ | -------------- | ------------ | ------ | ---------- | ------ | ---- | ------------------ | ---------------------------- |
| 比当 | 第17回参議院議員通常選挙 | 1995年07月23日 | 比例区       | 新進党 |            |        | 50   | /                  | 14/18                        |
| 当   | 第19回参議院議員通常選挙 | 2001年07月29日 | 千葉県選挙区 | 民主党 | 37万4197票 | 16.34% | 2    | 2/7                | /                            |